# Vickers F.B.19

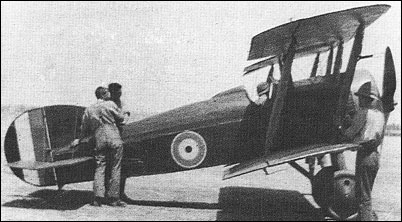

Vickers F.B.19 là một loại máy bay tiêm kích/trinh sát của Anh trong Chiến tranh thế giới I.

## Biến thể
- F.B.19 Mk I:
- F.B.19 Mk II:

## Quốc gia sử dụng
Liên Xô
- Không quân Liên Xô

 Anh Quốc
- Quân đoàn Không quân Hoàng gia

## Tính năng kỹ chiến thuật (F.B.19)
Dữ liệu lấy từ British Aeroplanes 1914–18
Đặc điểm tổng quát
- Kíp lái: 1
- Chiều dài: 18 ft 2 in (5,54 m)
- Sải cánh: 24 ft 0 in (7,32 m)
- Chiều cao: 8 ft 3 in (2,52 m)
- Diện tích cánh: 215 ft² (19,98 m²)
- Trọng lượng rỗng: 900 lb (409 kg)
- Trọng lượng cất cánh tối đa: 1.485 lb (675 kg)
- Động cơ: 1 × Gnome Monosoupape kiểu động cơ piston, 100 hp (75 kW)
- Cánh quạt: 2

 Hiệu suất bay 
- Vận tốc cực đại: 102 mph (89 knot, 164 km/h) trên độ cao 10.000 ft (3.050 m)
- Trần bay: 17.500 ft (5.340 m)
- Thời gian bay: 2¾ h
- Lên độ cao 10.000 ft (3.050 m): 14 phút

Trang bị vũ khí

- Súng: 1 x Súng máy Vickers 0.303-in